# 江苏省武进高级中学
31°43′34″N 119°57′01″E / 31.72615°N 119.95037°E
江苏省武进高级中学，又称武高或省武高，地处江苏省常州市武进区中心城区。

## 概述
原名私立武进求实初级中学，创办于1946年8月。1978年定为县重点中学。1999年11月，挂牌江苏省武进高级中学。2001年，学校荣升为国家级示范高中。2004年11月，列为江苏省首批四星级学校。江苏省知名重点中学。